# Rimavská Píla
Rimavská Píla (maďarsky Rimafűrész) je část slovenského města Tisovec, před rokem 1979 samostatná obec.

## Polohopis
Region: Malohont. Přes střed vesnice protéká řeka Rimava.

Okolní vrchy jsou:
- Tŕstie (1 121 m n .m.)
- Ostrá (1 012 m n. m.)
- Kochová (686 m n. m.)

## Kultura a zajímavosti

### Památky
- Evangelický kostel, jednolodní modernistická stavba s prvky kubismu s představěnou věží, z let 1947 - 1950. Autorem stavby je architekt Anton Kučera z Prahy (původně byl kostel připisován Milanu Michalovi Harmincovi). Stojí na místě staršího kostela z roku 1777. Intaktní dochovaný interiér nese prvky doznívající secese. Nachází se zde dekorativní vítězný oblouk, ve kterém je umístěn kazatelnicový oltář z doby vzniku kostela. Fasády jsou členěny diamantovými okny. Průčelí je členěno lizénovými poli s monumentálním reliéfem kalicha v tympanonu štítu. Vstup je řešen jako tříosá arkáda. Věž je ukončena atypickou stupňovitou helmicí.[1]

- Památná evangelická fara, působiště Terezie Vansové, jednopodlažní stavba z druhé poloviny 19. století. Úpravami prošla v roce 1950.[2]

## Osobnosti obce

### Rodáci
- Matej Hrebenda (1796 - 1880), národní buditel, lidový spisovatel a knihkupec
- Ján Vansa (1846 - 1922), evangelický farář, učitel, náboženský spisovatel, publicista, osvětový činovník

### Působili zde
- Terézia Vansová (1857 - 1942), spisovatelka, představitelka první generace slovenského realismu

## Občanská vybavenost
V Rimavské Pile stojí hospoda, 2 obchody, mateřská škola, kulturní dům, evangelický kostel, komunitní centrum. Je zde železniční zastávka na trati Jesenské - Brezno .